# Juha Eirto
Juha Eirto (21 de diciembre de 1934 – 3 de mayo de 2011) fue un cantante finlandés.

## Biografía
Nació en Helsinki, Finlandia, siendo su padre el cantante Erkki Eirto y su madre la actriz Liisa Säilä. 
Fue una estrella de la música popular, especialmente en los años 1950, convirtiéndose en clásicos temas suyos como ”Tiikerihai” y ”Venezuela”. Además grabó e interpretó tangos. Su última grabación (”Jansson soittaa hanuria”, del álbum Tanssiaiset risteilijällä) se fechó en 1979. 
Eirto pasó a cantar como parte de coros de ópera a partir de 1960, abandonando su contacto directo con el público. 
Además de su carrera como cantante, Eirto participó también como actor en algunas producciones cinematográficas, entre ellas Majuri maantieltä (1954).
Juha Eirto falleció en Sipoo, Finlandia, en el año 2011.

## Discografía
- 1957 : Juha Eirto kiertää maailmaa
- 1975 : 16 tähteä – 16 iskelmää (varios artistas)
- 1994 : Unohtumattomat
- 2010 : Tunnelmia 1950-luvulta